# Proses d’Assassin
Proses d’Assassin – debiutancki album studyjny belgijskiego rapera 13Hor, wydany 12 listopada 2007 roku przez Da Hype Music.

## Lista utworów
Źródło: Discogs
| Nr  | Tytuł                                                          | Długość |
| --- | -------------------------------------------------------------- | ------- |
| 1.  | „North Siderz”                                                 | 2:38    |
| 2.  | „Proses d’Assassin”                                            | 2:30    |
| 3.  | „Laisse les croire” (feat. P.A.P.)                             | 3:56    |
| 4.  | „Lève les bras en l’air”                                       | 3:10    |
| 5.  | „Lechkar fait vivre”                                           | 3:12    |
| 6.  | „Pas la même”                                                  | 2:34    |
| 7.  | „Les jours se ressemblent”                                     | 3:40    |
| 8.  | „Le remède”                                                    | 2:52    |
| 9.  | „Qu’est–ce qui change” (feat. JB Jhones, L’AB7)                | 3:28    |
| 10. | „La phalange” (feat. Thug Angel)                               | 3:14    |
| 11. | „La signature” (feat. Daza La Pieuvre)                         | 3:58    |
| 12. | „Chaussée D’Anvers, Rue Des Alliés” (feat. Anakonda)           | 3:04    |
| 13. | „T’Es prêt a quoi?”                                            | 3:46    |
| 14. | „Game Over” (feat. Za)                                         | 3:45    |
| 15. | „Mic Check”                                                    | 3:00    |
| 16. | „Les miens”                                                    | 3:13    |
| 17. | „Diana”                                                        | 3:42    |
| 18. | „Street crédibilité” (feat. Mike D)                            | 4:02    |
| 19. | „Scolarité Patrick Amers”                                      | 3:46    |
| 20. | „Outsidaz” (feat. Akro, Jason Blood, Jon Bundes, Maky, Rellik) | 3:01    |
| 21. | „Génération Middle School” (feat. El Mago)                     | 3:18    |
| 22. | „Danse avec la diable”                                         | 4:16    |
| 23. | „Lettre de noblesse”                                           | 3:14    |